# Karakert
Karakert ou Qarakert (en arménien Քարակերտ) est une communauté rurale du marz d'Armavir, en Arménie. Elle compte 4 319 habitants en 2009.
Elle est traversée par la route magistrale 9. 